# Núria Esqué Larrey
Núria Esqué Larrey (Catalunya, 4 de novembre de 1922 - Barcelona, 13 de setembre de 1972) fou una jugadora de tennis de taula catalana.
Practicà el tennis i el tennis de taula al Reial Club de Tennis Turó i amb catorze anys fou la primera campiona de Catalunya de tennis de taula (1936). En aquella mateixa edició, guanyà també el dobles femení, fent parella amb la seva germana Carme. Després de la Guerra Civil, competí amb el Tívoli Ping Pong Club.